# مو هينغ تان
مو هينغ (بينغ) تان (بالإندونيسية: Mo Heng Tan) (28 فبراير 1913 – غير معروف) هو حارس مرمى كرة قدم إندونيسي سابق، لعب مع منتخب الهند الشرقية الهولندية في كأس العالم 1938.

## وصلات خارجية
مو هينغ تان على موقع الاتحاد الدولي (مؤرشف)  (الإنجليزية)
- مو هينغ تان على موقع قاعدة بيانات كرة القدم.إي يو (الإنجليزية)
- مو هينغ تان على موقع ناشيونال فوتبول تيمز (الإنجليزية)
- مو هينغ تان على موقع عالم كرة القدم.نت (الإنجليزية)